# Among the Living
Among the Living ist das dritte Studioalbum der amerikanischen Thrash-Metal-Band Anthrax. Es gilt als der kommerzielle Durchbruch der Band.

## Wissenswertes
Die Basisspuren wurden in den Quadradial Studios in Miami, Florida, aufgenommen, der Mix und das Mastering fanden im Compass Point Studio, Nassau, Bahamas, statt. Die Verpflichtung von Eddie Kramer als Musikproduzent ging auf Charlie Benante zurück, der dessen Arbeiten für Led Zeppelin und Kiss mochte. Während der Produzent einen modernen Sound mit viel Hall wollte, erwartete die Band einen möglichst trockenen Sound.
Beim Songwriting griff Anthrax teilweise auf bestehende Fragmente zurück. Deshalb erhielt Danny Lilker Credits bei I Am the Law, obwohl er am eigentlichen Songwriting zu Among the Living nicht beteiligt war. Lilker erhielt ebenfalls Credits zu Imitation of Life, weil dessen Anfangsriff von dem Stück Aren't You Hungry? stammt, das Lilker für S.O.D. geschrieben hatte. Die Texte stammten überwiegend von Scott Ian und sind zum Teil von Werken des Schriftstellers Stephen King inspiriert. I Am the Law handelt von Judge Dredd. Das Stück Efilnikufesin (N.F.L.) handelt vom Leben und frühen Drogentod des Comedian John Belushi.
Die Band widmete das Album dem befreundeten Metallica-Bassisten Cliff Burton, der 1986 bei einem Unfall ums Leben gekommen war.
Das Album wurde 2009 mit Hilfe von bei der ersten Produktion 1987 nicht verwendeten Takes neu gemischt. Zur Verfügung standen alternative Versionen von verschiedenen Gitarrensoli sowie Gesangsaufnahmen.

## Gestaltung
Die Grundidee zum Plattencover entstammt der Novelle Apt Pupil (Der Musterschüler) aus Stephen Kings Novellensammlung Frühling, Sommer, Herbst und Tod. Das Cover zeigt eine Menge gleich aussehender Menschen der Draufsicht, die den Kopf gesenkt haben. In ihrer Mitte befindet sich ein weißhaariger Mann, der den Betrachter anschaut, seinen Hut lüftet und die Hand zum Gruß erhoben hat. Diese Figur soll für die „dunklen Persönlichkeiten“ stehen, die inmitten der Menschen und in ihnen drin leben. Sie hat Ähnlichkeit mit einer Figur aus Poltergeist bzw. der Figur des Randall Flagg aus Stephen Kings Roman The Stand. Gezeichnet wurde das Bild von Don Brautigam.
Das Foto auf der Rückseite des Covers entstand in der New Yorker U-Bahn. Es entstand heimlich, weil die Band nicht die nötige behördliche Fotoerlaubnis eingeholt hatte.

## Titelliste
1. Among the Living – 5:16
2. Caught in a Mosh – 4:59
3. I Am the Law – 5:57
4. Efilnikufesin (N.F.L.) – 4:54
5. A Skeleton in the Closet – 5:32
6. Indians – 5:40
7. One World – 5:56
8. A.D.I./Horror of It All – 7:49
9. Imitation of Life – 4:10

## Rezeption
Frank Trojan schrieb in seinem zeitgenössischen Review für das Magazin Rock Hard, dass das Album die an es gestellten Erwartungen mehr als erfülle, es sei perfekt und gehöre „zum Stärksten … was dieses Genre bisher an den Tag gebracht hat“.
Im Metal Hammer wurde Among the Living zum Album des Monats gekürt mit einem Schnitt von 6 von 7 möglichen Punkten. Die Höchstpunktzahl vergab Buffo Schnädelbach und resümierte: "'Among the Living' stellt wirklich alles in den Schatten, was bisher aus der Thrash- und Speed-Ecke jemals auf den Markt gekommen ist (inklusive Metallica und Slayer). (...) Jeder Track ist ein Höhepunkt für sich selbst. Knallharte Riffs, starke Soli, aggressiver Gesang und eine der besten Rhythmussektionen auf diesem Globus prägen dieses Album."
Steve Huey von Allmusic weist darauf hin, dass Among the Living oft als das beste Album der Band angesehen werde. Er nennt das Album kraftvoll und aggressiv, es werde getrieben von wahnsinnig schnellen Gitarrenriffs, explosivem Schlagzeugspiel, Tempowechseln und dem Hardcore-ähnlichen Gesangsstil. Anlässlich des Re-Releases bezeichnet Greg Moffitt von BBC Music das Album als den großen Durchbruch für die Band, es enthalte einige der Sternstunden der Band und sei erstaunlich beständig, im Gegensatz zu den gängigen Standards jener Zeit sei es trocken produziert und es biete eine geschickte Balance zwischen rasender Geschwindigkeit und dem sinnvollen Einsatz von Melodien. Das Musikmagazin Decibel führte das Album 2011 in der Rubrik Disposable Heroes (dt.: ‚verzichtbare Helden‘) als ein überbewertetes Album mit Kultstatus. Autor Jeff Wagner resümiert, dass es auch nach über 21 Jahren kein großartiges Album sei. Er bezeichnet den Großteil der Gitarrenriffs als monoton, die Refrains von Liedern wie A Skeleton in the Closet und Efilnikufesin (N.F.L.) seien „furchtbare Nichtrefrains“, die Mitsingnummern wie One World einfach nur kitschig und die Gesangsleistung von Joey Belladonna schlecht. Einzig die Energie des Albums sei beachtlich, wozu die beeindruckende Arbeit der Rhythmus-Sektion beitrage.

## Auszeichnungen für Musikverkäufe
1990 erhielt es in den USA Gold für 500.000 verkaufte Einheiten.
| Land/Region               | Auszeichnungen für Musikverkäufe (Land/Region, Auszeichnung, Verkäufe) | Verkäufe |
| ------------------------- | ---------------------------------------------------------------------- | -------- |
| Vereinigte Staaten (RIAA) | Gold                                                                   | 500.000  |
| Insgesamt                 | 1× Gold ·                                                              | 500.000  |